# Otello (opera, Rossini)
Az Otello (olaszul Otello, ossia il moro di Venezia) Gioachino Rossini háromfelvonásos operája. Szövegkönyvét Francesco Berio di Salsa írta Shakespeare azonos című drámája alapján. Ősbemutatójára 1816. december 4-én került sor a nápolyi Teatro di San Carlóban. Magyarországi ősbemutatójára 1842-ben került sor a Pesti Nemzeti Színházban.
| Szereplő                       | Hangfekvés   |
| ------------------------------ | ------------ |
| Otello, Ciprus mór kormányzója | tenor        |
| Desdemona, a felesége          | szoprán      |
| Rodrigo, velencei nemes        | tenor        |
| Jago, zászlós                  | tenor        |
| Emilia, Jago felesége          | mezzoszoprán |
| Elmiro, Desdemona apja         | basszus      |
| Lucio                          | tenor        |
| Velencei dózse                 | tenor        |
| Gondolás                       | tenor        |

## Cselekmény
Helyszín: Velence
Idő: 15. század vége

### Első felvonás
Otello hősként tér vissza Velencébe, miután legyőzte a törököket és azt reméli, hogy végre elnyerheti Desdemona kezét. Rodrigo, a dózse fia, a Desdemona által korábban kikosarazott Jago és Desdemona apja, Elmiro gyűlölik a férfit és vesztét akarják. Elmiro megszerzi Desdemona szerelmes levelét, így Otello hiába várt életjelre tőle. Ez elég féltékenységének felébresztéséhez. Otello hosszas távolléte miatt Desdemona is kételkedni kezd a férfi hűségében. Otello éppen Rodrigo és Desdemona esküvőjének napján érkezik Velencébe és számonkéri az asszonytól hűségét, majd magával viszi és feleségül veszi.

### Második felvonás
Desdemona odaadással  szereti ugyan Otellót, de a férfi féltékenysége tovább lángol és továbbra is azt hiszi, hogy a lány Rodrigót szereti. Ezt megerősíti jago is, aki bosszúból hírbe hozza Desdemonát a dózse fiával. Otello dühében párbajra hívja ki és legyőzi Rodrigót. Időközben Desdemonát az apja megvetéssel és utálattal bünteti.

### Harmadik felvonás
Desdemonát halálfélelem gyötri és bánatát megosztja egyik bizalmasával. A vihar leple alatt Otello belopózik a hálószobájába és azt állítja, hogy Jago ölte meg Rodrigót. Desdemona kétségbeesik, mivel felismeri a zászlós cselszövését. Otello azonban félreérti: azt hiszi, hogy Desdemona Rodrigót gyászolja, ezért féltékenységében megöli a nőt. Amikor azonban elméje kitisztul és átlátja Jago cselszövését, bánatában öngyilkos lesz.

## Híres áriák
- Assisa a pie d'un salice - Desdemona áriája (harmadik felvonás)